# Catocala dilutior
Catocala dilutior là một loài bướm đêm trong họ Erebidae.